# La Guillotière
Pour les articles homonymes, voir La Guillotière (homonymie).
La Guillotière est un quartier de la ville de Lyon, situé sur la rive gauche du Rhône. Le quartier est essentiellement situé dans le 7e arrondissement et s'étend aussi sur le 3e arrondissement vers la place Gabriel-Péri (ex-place du Pont). Ce quartier est caractérisé par sa mixité sociale et ethnique.
Le quartier actuel ne couvre qu'une petite partie de l'ancienne commune de La Guillotière, entièrement rattachée à la ville de Lyon le 24 mars 1852 et qui s'étendait sur les actuels 3e, 6e, 7e et 8e arrondissements.

## Toponymie
L'origine du nom de la Guillotière est mal connue. Plusieurs explications existent : l'association de deux noms d'aubergistes Guillot et Thiers, des grelots et des sonnettes des mulets nommés grillets selon Guillaume Paradin, ou des druides qui ramenaient le gui en offrande près du fleuve l'hostière (Guy l'hostière). Il serait plus simplement formé à partir d'un nom de lieu, comme celui de La Mulatière qui vient du domaine de Clément Mulat.

## Historique

### La Guillotière avant 1852

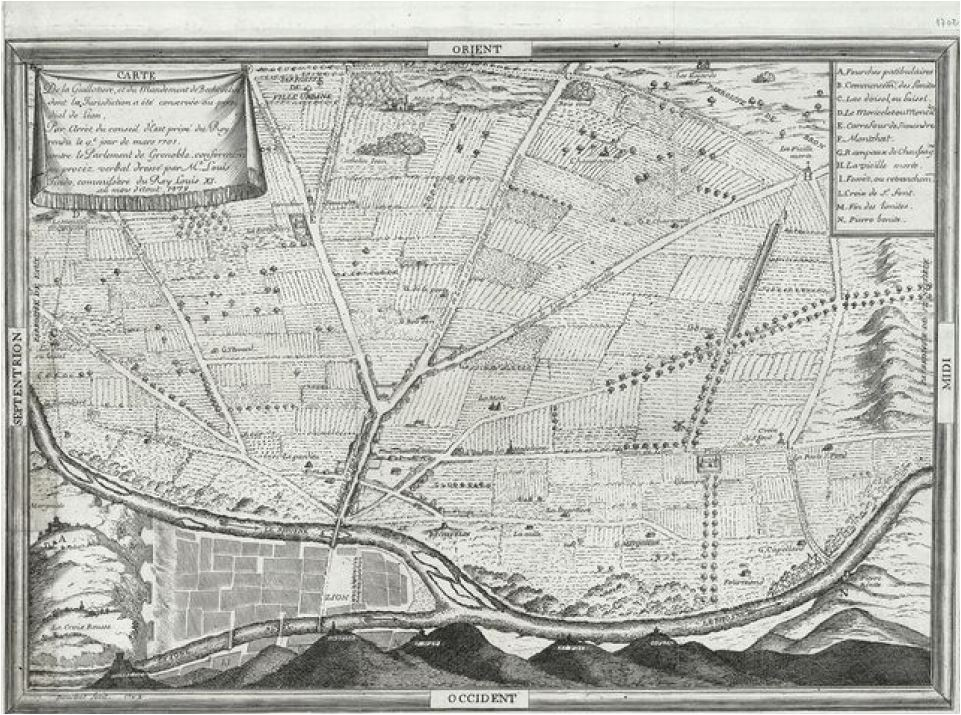
La Guillotière en 1702.

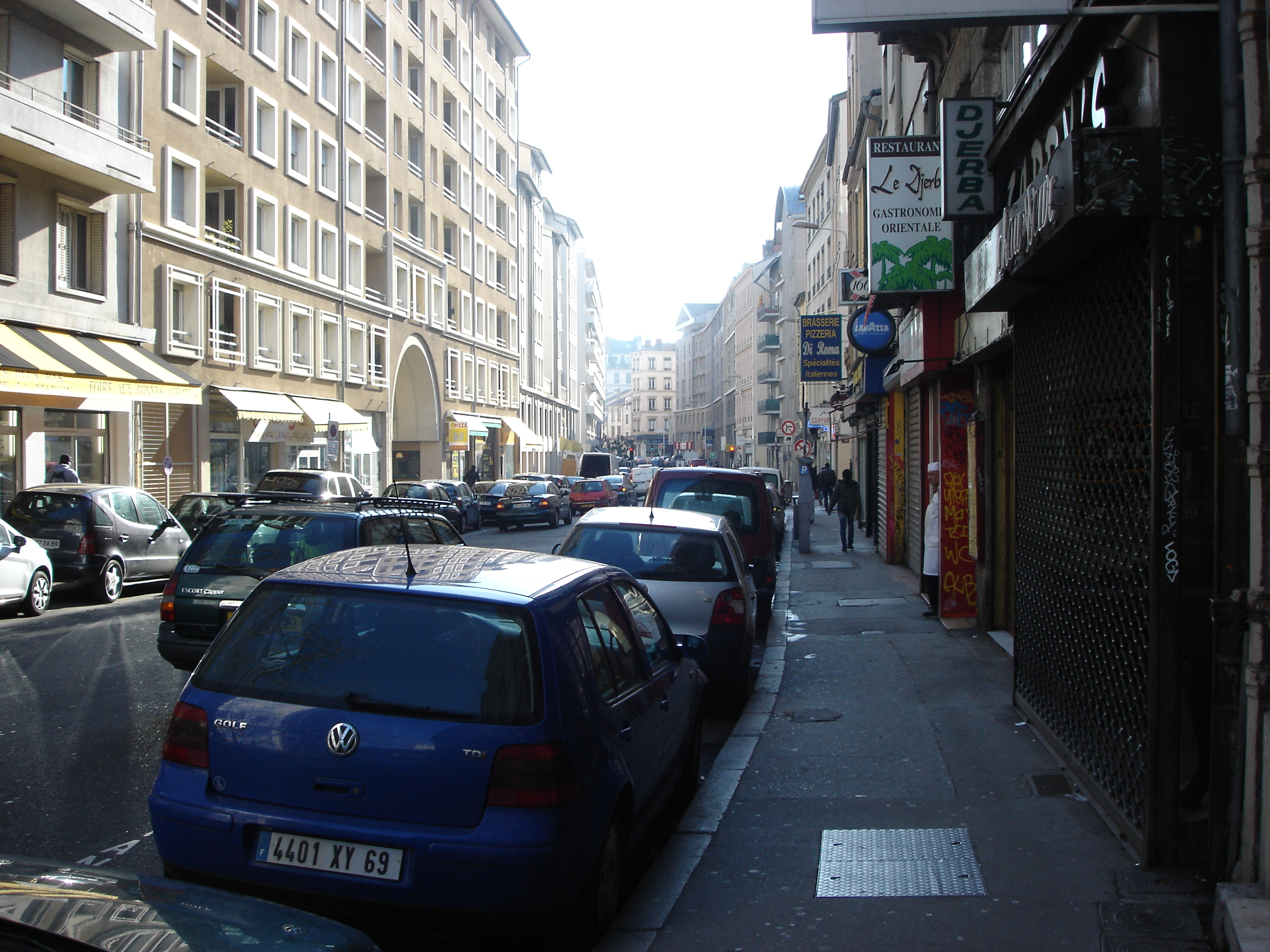
La grande rue de la Guillotière.

Ce faubourg de Lyon s'est développé au Moyen Âge, sur la rive gauche du Rhône, à partir de la tête du pont du Rhône, rapidement nommé pont de la Guillotière, la place du Pont (aujourd’hui place Gabriel-Péri), sur la route de Lyon à Chambéry et à l’Italie (actuelle route nationale 6, aussi appelée Route du Dauphiné), appelée grande rue de la Guillotière. C’était un faubourg de cabaretiers et d’aubergistes, dont la juridiction était contestée entre le Lyonnais et le Dauphiné. Le bourg de la Guillotière était situé sur le mandement de Bechevelin, dont il constituait le noyau principal. Le mandement de Bechevelin s'étendait sur la plaine alluviale de la rive gauche du Rhône, de l'emplacement de l'actuel parc de la Tête d'Or jusqu'aux environs de Saint-Fons en passant par Montchat et Chaussagne (ancien hameau dans l'actuel quartier Laennec).

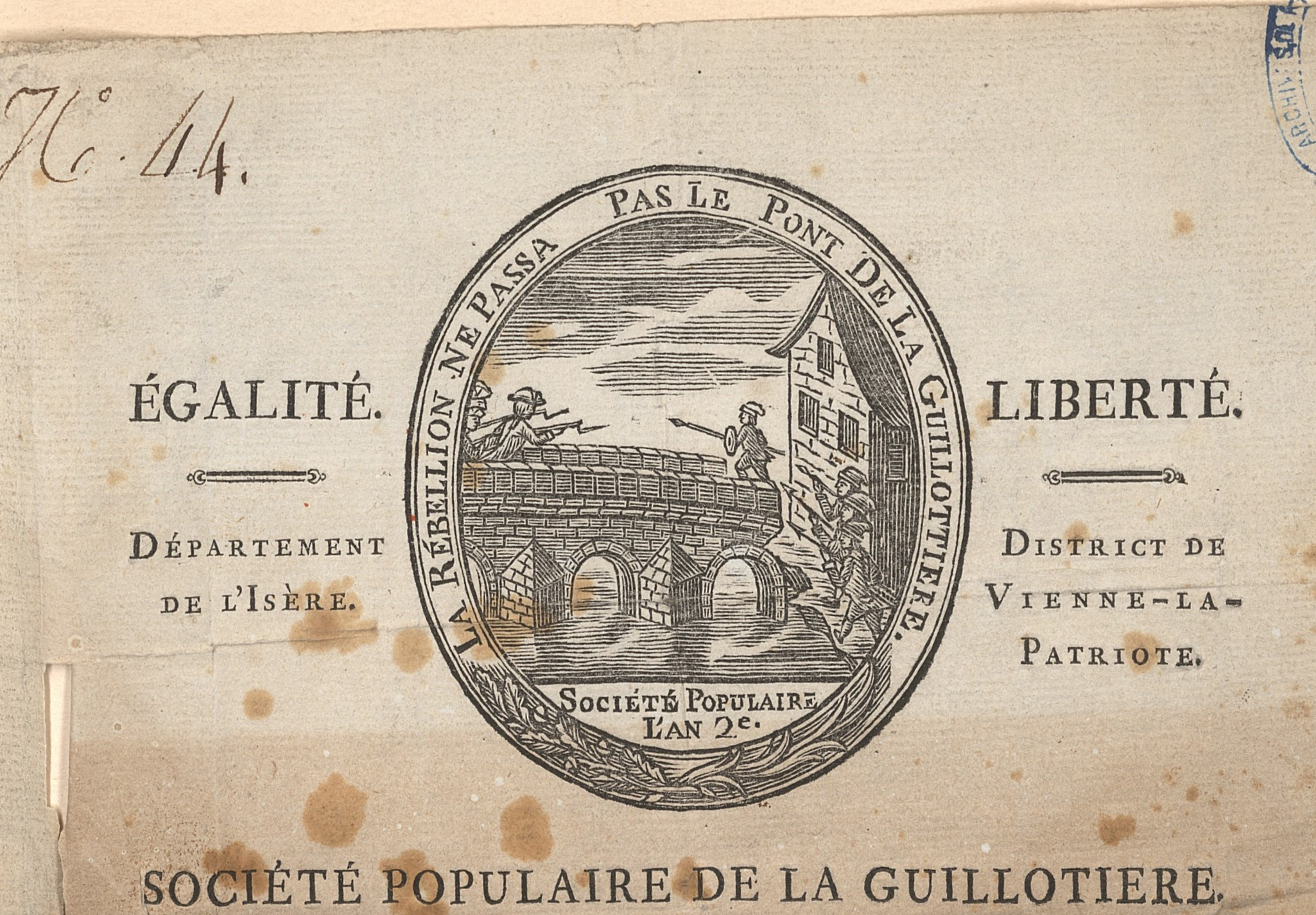
Papier à en-tête de la Société populaire de La Guillotière, 1793, ADRML

Lors de la Révolution française, La Guillotière et le reste des territoires du mandement de Bechevelin sont rattachés dans un premier temps à la nouvelle commune de Lyon dans le département de Rhône-et-Loire créé en 1790. Mais lors de la répression consécutive à l’insurrection lyonnaise de 1793, La Guillotière retrouve son indépendance en devenant une commune à part entière, rattachée au département de l'Isère et au district de Vienne, lorsque les départements du Rhône et de la Loire sont créés. La commune est toutefois rattachée au département du Rhône dès 1796.
Dans la première partie du XIXe siècle, un nouveau quartier, les Brotteaux, se développe au nord de la commune de La Guillotière au débouché du pont Morand, construit en 1775. En 1845, la demande des propriétaires de la section des Brotteaux d'obtenir l'érection de cette section en commune indépendante nommée Les Brotteaux-près-Lyon n'aboutit pas.
En 1828, est dressé le plan du lotissement du domaine du château des Tournelles. Dans les années 1830, ce lotissement, nommé Monplaisir, se trouve séparé du vieux bourg de La Guillotière par la ligne de ceinture des fortifications.
Le 24 mars 1852, la commune de La Guillotière est entièrement rattachée à la ville de Lyon, pour former le 3e arrondissement (qui couvrait alors les 3e, 6e, 7e et 8e arrondissements actuels).

## Géographie
Les limites du quartier de la Guillotière sont difficiles à fixer avec certitude. L'ancienne commune de La Guillotière s'étendait en effet sur les quatre arrondissements de la rive gauche du Rhône (3e, 6e, 7e et 8e arrondissements). Le quartier de la Guillotière à proprement parler désignait plus particulièrement le centre de l’ancienne commune, la mairie étant située sur la place du Pont (actuelle place Gabriel-Péri). Le quartier des Brotteaux et de la Part-Dieu au nord, de Gerland au sud et de Sans-Souci, ainsi que de Monplaisir à l’est se sont développés à partir du XIXe siècle aux limites de la Guillotière. Les deux cimetières de La Guillotière à l’est et la gare de la Guillotière sur la ligne de Paris-Lyon à Marseille-Saint-Charles au sud marquent ainsi dans l’espace les limites du quartier.
De nos jours, la Guillotière désigne toutefois plus particulièrement la moitié nord du 7e arrondissement et le sud-ouest du 3e arrondissement, secteur à proximité de la station de métro Guillotière - Gabriel Péri (située sous la place Gabriel-Péri). Le conseil de quartier de la Guillotière est officiellement délimité à l'ouest par le Rhône, au nord par le cours Gambetta, à l'est par le boulevard des Tchécoslovaques et au sud par la rue de l'Université, la rue Marc-Bloch, la rue Domer, la rue du Repos et la rue de l’Épargne.
Le quartier est traversé par la Rize, rivière devenue souterraine et canalisée avec l’urbanisation de Lyon. Elle quitte Villeurbanne par la rue du 4-Septembre, chemine en direction de la Part-Dieu puis se sépare en deux bras. Le premier, au nord, est attesté au croisement de la rue de la Part-Dieu et de la rue Boileau, puis le long de la rue Moncey et rejoignait le Rhône en amont du pont de la Guillotière. Le second bras, plus au sud, file vers la Ferrandière et franchit le cours Gambetta vers la place Aristide-Briand. Sa présence est restée dans la mémoire du quartier de l’église Saint-Louis (7e arrondissement), au croisement de la rue de La Guillotière et de la rue de Créqui. À l’époque, un « pont de trois arches » était nécessaire pour la traverser. La Rize rejoignait ensuite le Rhône par la rue Creuzet, vers Béchevelin.

## Monuments et particularités

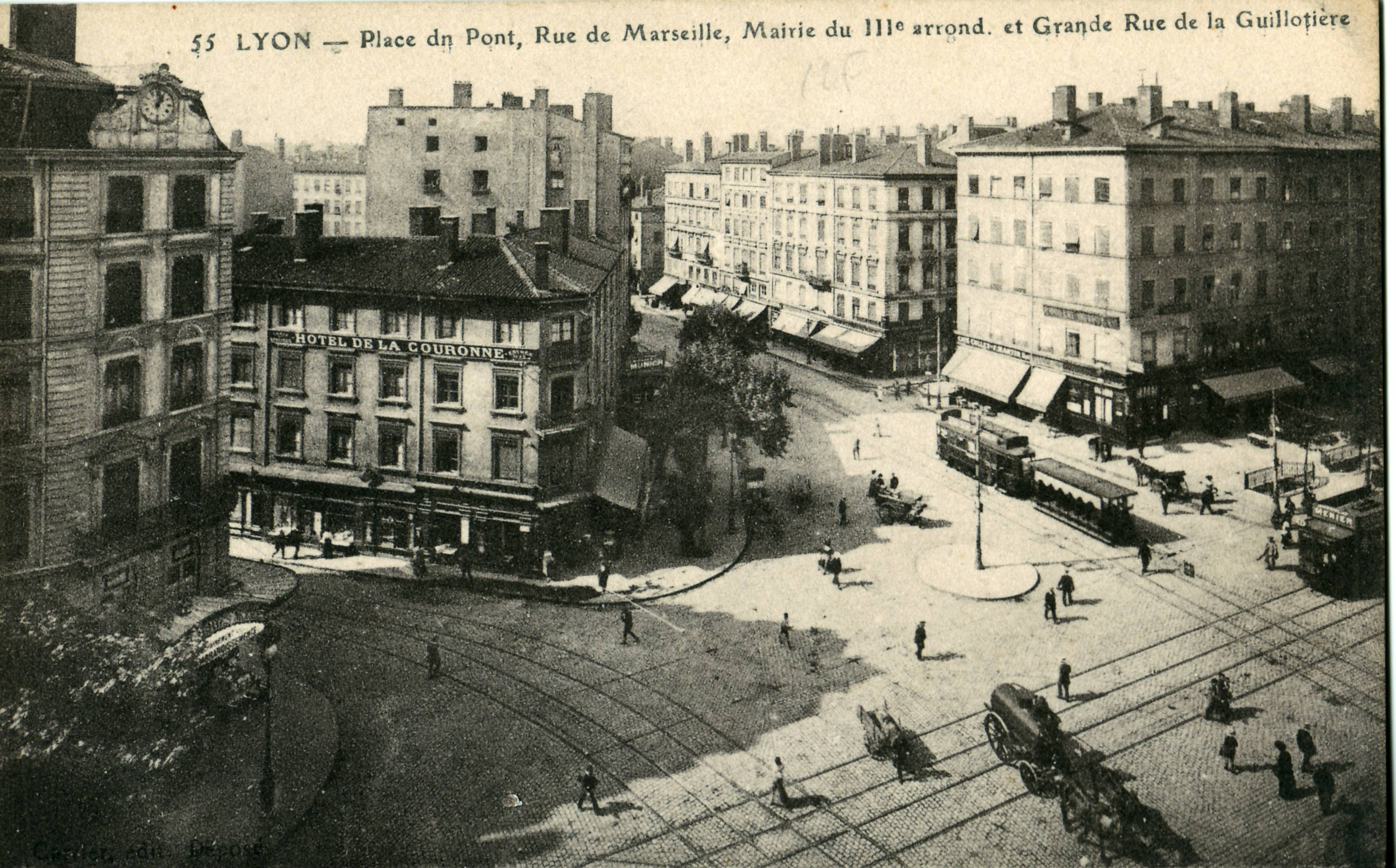
Hôtel de la Couronne, au début de la Grande rue de la Guillotière, vers le début du XXe siècle.

- Château de La Motte, inscrit par les monuments historiques en 1983
- Garage Citroën, inscrit auprès des monuments historiques en  1992
- Église Notre-Dame Saint-Louis de Lyon, construite par l'architecte Christophe Crépet de 1842 à 1847, à l'emplacement de la chapelle du couvent Saint-Louis de frères réguliers du tiers-ordre de saint François dit de Picpus[11]
- Cimetières de La Guillotière
- Gare de Lyon-Jean Macé, à proximité de la gare de La Guillotière (marchandises)
- Quartier chinois de Lyon et ses nombreux restaurants, magasins et supermarchés asiatiques (autour de la rue Pasteur)
- Hostellerie de la Couronne, cette auberge qui existait depuis le XVe siècle était la plus réputée de la ville et disposait d'une cour intérieure avec des écuries ; le bâtiment a servi de mairie d'abord pour la Ville de la Guillotière entre 1836 et 1852, puis pour les 3e et 7e arrondissements de Lyon jusqu'en 1910[12],[13].

## Composition sociale

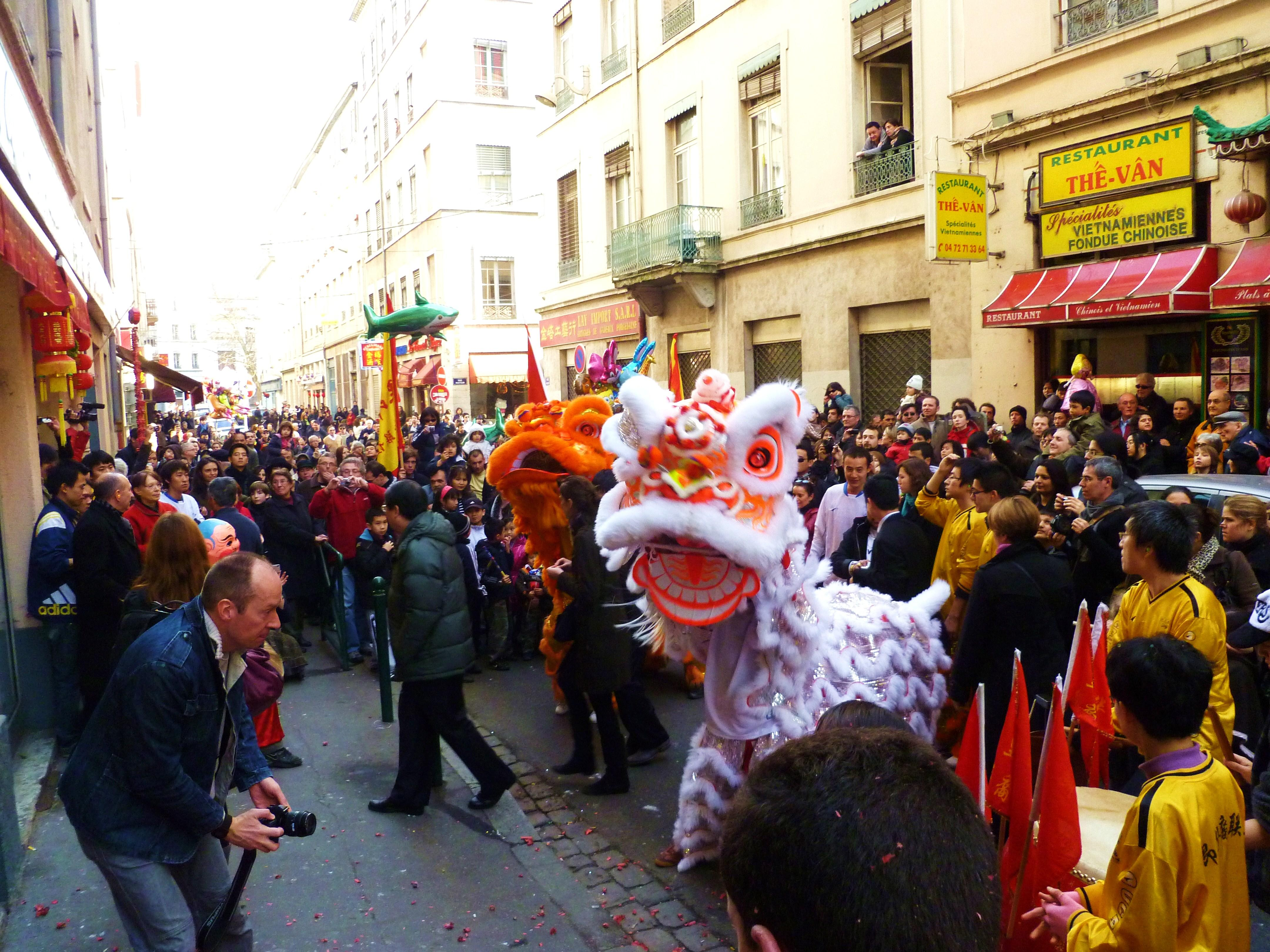
Le nouvel an chinois rue Passet. À gauche, on reconnaît Gérard Collomb.

Le pont de la Guillotière a longtemps été l'unique pont de Lyon sur le Rhône, ce qui donnait au faubourg de la Guillotière le statut d'unique « porte d'entrée » Est de la ville. Ce rôle a persisté dans le temps, et aujourd'hui, les populations immigrées y sont nombreuses, et suivent le cours des grandes vagues d'immigration : après l'installation des Italiens au XIXe siècle, ce seront les populations originaires du Maghreb, de Turquie ou encore d'Asie et d'Afrique subsaharienne qui s'installeront ici, témoignage de cette histoire, la présence de la grande épicerie Bahadourian fondée par un Arménien. Autour des rues Passet et Pasteur se trouve le petit quartier chinois de Lyon.
Fruit des évolutions sociales, récentes, ces populations ont actuellement tendance à laisser la place à celles d'Europe de l'Est. D'autre part, le quartier perd un peu ce rôle, parce qu'il suit la mode de retour des populations des classes moyennes (habitant auparavant dans des pavillons à la périphérie), dans les centres-villes, la proximité des universités favorisant aussi l'installation d'étudiants. De nombreux bâtiments y sont donc actuellement rénovés ou reconstruits pour accueillir ces classes sociales plus aisées. Certains bâtiments adjacents à l'immeuble Le Clip vont en outre être démolis pour ouvrir la place Pierre-Simon-Ballanche sur la rue Paul-Bert.
Une partie importante du quartier de La Guillotière, autour du sud de la rue Moncey et de l'ouest de la grande rue de la Guillotière, était une zone urbaine sensible jusqu'en 2014. Avec le nouveau dispositif de quartier prioritaire, le secteur concerné est largement réduit, formant un triangle entre les rues Paul-Bert, Villeroy et le cours de la Liberté, avec seulement 2 000 habitants.
Dans l’îlot Mazagran, à partir de 2003, un mouvement associatif veut créer un jardin partagé comme bien commun. Cette zone bénéficie d'un effort de reconversion par la municipalité et divers acteurs politiques, mais des habitants préfèrent développer la reconnaissance et la relance des liens sociaux existants.

## Insécurité
La question de la violence, de la saleté et de l'insécurité dans le quartier de La Guillotière est régulièrement[Depuis quand ?] abordée dans les médias, ceux-ci mettant notamment en avant les problèmes liés au trafic de stupéfiants et aux règlements de comptes entre bandes rivales.
Des associations de « riverains en colère » dénoncent « une occupation bruyante et délinquante » de l'espace public,,,,.
Le 24 novembre 2021, au cours de l'émission de télévision Face à la rue (diffusée en direct sur CNews et présentée par Jean-Marc Morandini), Jordan Bardella (vice-président du Rassemblement national) part à la rencontre des habitants du quartier ainsi que des commerçants, qui depuis plusieurs jours, sont contraints de fermer leurs enseignes plus tôt dans la journée afin d'éviter d'éventuels débordements.
En juillet 2022, trois policiers en civil sont « lynchés » par une foule de personnes après avoir tenté d'interpeller un suspect de vol à l'arraché, ce qui provoque de nombreuses réactions politiques,.

## Personnalités liées à ce faubourg
- Henri Vitton (1793-1834), maire de La Guillotière de 1822 à 1830, il a aménagé la commune pour relier les Brotteaux au pont de la Guillotière. Il trouvera la mort lors d'un duel pour défendre ses idées monarchistes.
- Pharamond Blanchard, peintre, dessinateur, lithographe et illustrateur, né à La Guillotière le 27 février 1805 et décédé à Paris le 19 décembre 1873.
- Pierre Clair, sculpteur français, né à la Guillotière le 9 mars 1821 et mort après 1855.
- Marie-Edmée Pau (1845-1871), née à La Guillotière, artiste, illustratrice et historienne, autrice d'un journal intime.
- Djebraïl Bahadourian, négociant arménien. Il s’installe à Lyon dans le quartier populaire de la Guillotière en 1929 où il crée sa première épicerie.
- Azouz Begag, homme politique français, né à Lyon le 5 février 1957, candidat aux élections législatives en juin 2007 dans la troisième circonscription du Rhône (incluant La Guillotière), aux élections cantonales en 2011 dans le canton de Lyon-IX (incluant La Guillotière). Il a consacré deux ouvrages à la seule place du Pont. Vivant dans le quartier depuis 1980, il décrit la Guillotière comme son « port d'attache » : « J’y ai construit ma vie, mes colères aussi. J’ai tellement aimé ce quartier que j’en suis devenu son biographe. »[29]. Pour autant, il regrette que l'esprit multiculturel du quartier ait pâti de sa paupérisation, et qu'aucune municipalité n'ait su développer la Guillotière à sa juste mesure[29].

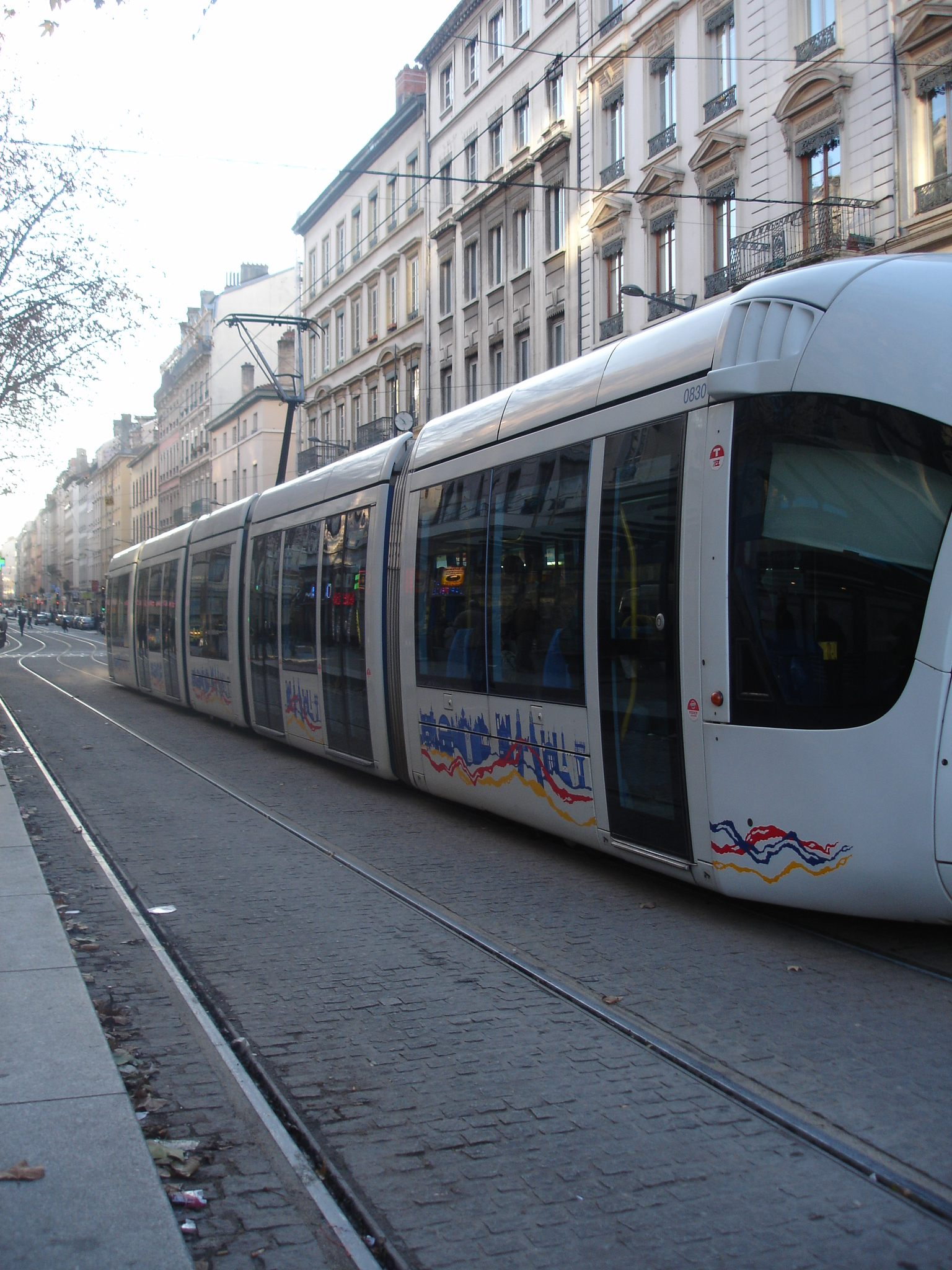
Place Gabriel-Péri : le tramway T1 à l’arrêt Guillotière - Gabriel Péri.
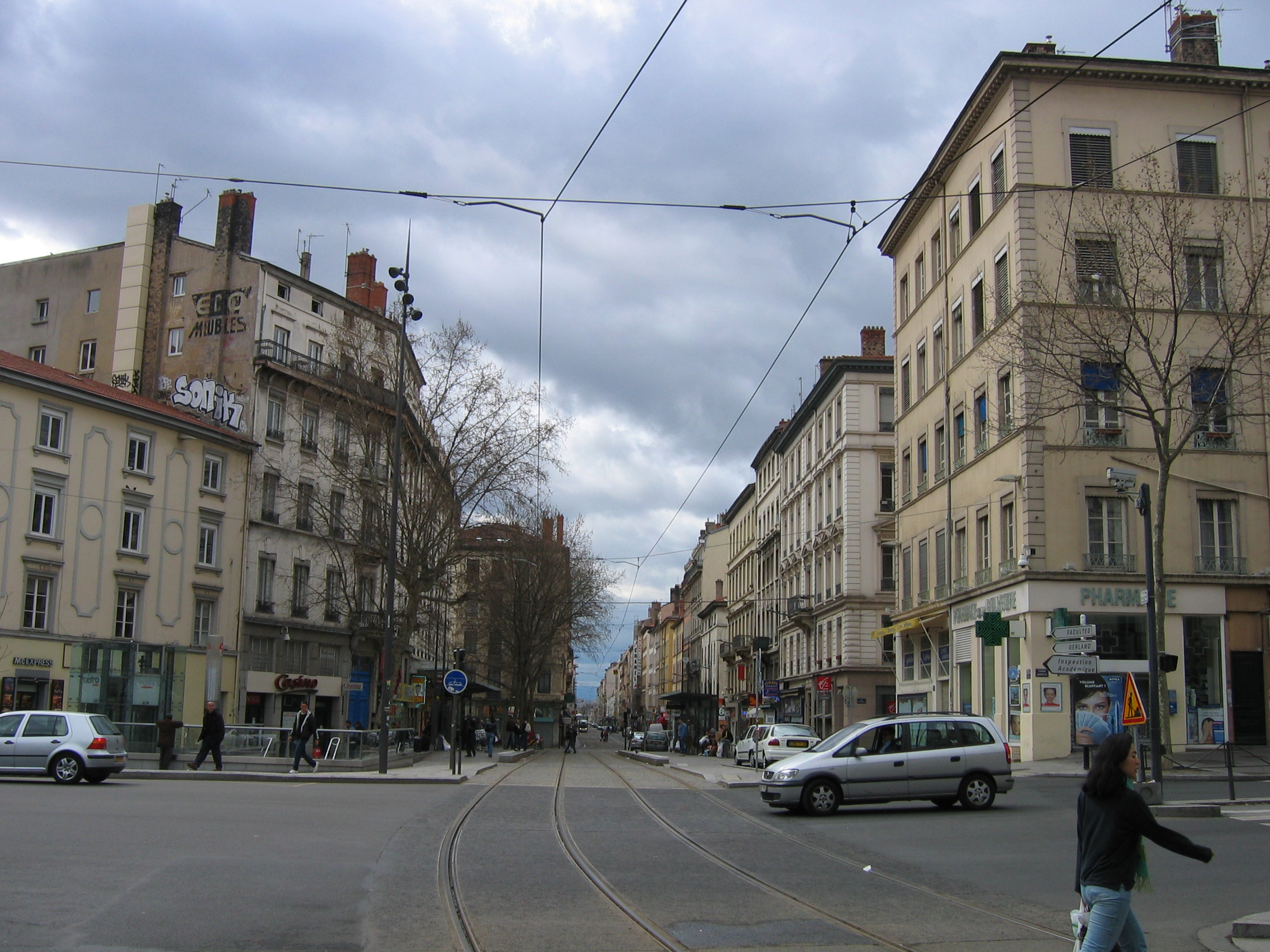
La place Gabriel-Péri (anciennement place du Pont), cœur de La Guillotière. L'immeuble de gauche est l'ancienne mairie du 3e arrondissement.

## Dans la culture

### Littérature
- L'action du roman Les Six Compagnons et la Princesse noire (1971) se déroule en partie dans le quartier de la Guillotière.

### Chanson
- La Guillotière est citée dans La Plaisante Sagesse lyonnaise :

Cherches-tu femme fidèle et douce
Prends la ficelle pour la Croix-Rousse
Si te la veux vive et gentille
Prends le tramevet de la Guille
Si te l'espères sage et pas fière
Grimpe de pied jusqu'à Fourvière
Mais si tu veux bonheur et paix
Remplis ta cave de beaujolais